# Raymond Berenger
Raymond Berenger (overleden: 1374) was afkomstig uit een adellijke familie uit de Dauphiné, het is onduidelijke of zijn familie oorspronkelijk uit Italië kwam of uit Catalonië. Hij was van 1365 tot aan zijn dood de 30ste grootmeester van de Orde van Sint-Jan van Jeruzalem. Hij volgde in 1365 Roger de Pins op.
Raymond was luitenant (Plaatsvervanger) tijden de regeerperiode van zijn voorganger.

## Grootmeester
Met zijn strijd tegen de moslims verwierf Berenger veel faam, zowel in het oosten als in het westen. Hij bereidde samen met Peter I van Cyprus een grootschalige aanval voor op Egypte. Zij konden uiteindelijk een vloot van zo'n ruim honderd schepen uitrusten met soldaten. De aanval op Egypte werd geleid door Peter I, terwijl Berenger het eiland Rhodos verdedigde tegen de oprukkende Turken. Peter I wist Alexandrië te veroveren, maar slaagde er niet in om door te stoten naar Caïro. Alexandrië werd kort daarna door de kruisvaarders verlaten.
Kort daarna veroverde Berenger in 1366 Tripoli en Tartous in Syrië, maar ook die steden werden na een korte tijd verlaten.
In 1367 begeleidde hij paus Urbanus V in zijn tocht van Avignon naar Rome. Na de moord op Peter I, werd Berenger als nuntius aangesteld van de pas 9-jarige Peter II. Berenger pleitte ook voor meer christelijke hulp aan de Orde, die in Klein-Azië steeds meer in de verdrukking kwam.
In 1374 stierf Raymond Berenger en werd opgevolgd door Robert de Juliac.